# Campeonato Gaúcho de Futebol de 1935
O Campeonato Gaúcho de Futebol de 1935, foi a 15ª edição da competição no Estado do Rio Grande do Sul. A edição deste ano recebeu o nome de Campeonato Farroupilha, pois no ano de 1935 era comemorado o centenário da Revolução Farroupilha. A fórmula de disputa foi mantida em relação aos anos anteriores. O campeão foi o 9º Regimento da Infantaria de Pelotas.

## Participantes
| Equipe                     | Cidade                | Classificação                   | Participação |
| -------------------------- | --------------------- | ------------------------------- | ------------ |
| 9º Regimento da Infantaria | Pelotas               | Campeão da Região Litoral       | 2ª           |
| Grêmio                     | Porto Alegre          | Campeão da Região Metropolitana | 11ª          |
| Grêmio Santanense          | Santana do Livramento | Campeão da Região Fronteira     | 2ª           |
| Novo Hamburgo              | Novo Hamburgo         | Campeão da Região Noroeste      | 5ª           |
| Guarany                    | Bagé                  | Campeão da Região Sul           | 4ª           |
| Riograndense               | Santa Maria           | Campeão da Zona Serra           | 6ª           |

## Tabela
Quartos de final
10 de Outubro de 1935     Riograndense  1-3 Grêmio santanense
12 de outubro de 1935     Novo Hamburgo 8-3 Guarany Bagé

### Semifinais
| 16 de outubro de 1935 | Grêmio                                          | 6 – 0 | Grêmio Santanense | Timbaúva, Porto Alegre (RS) |
|                       | Russinho 20' 36' 48' 84' (P) 90' · Foguinho 77' |       |                   | Árbitro: Manoel da Silva    |

- Grêmio: Chico; Dario e Luiz Luz; Jorge, Mascarenhas e Sardinha II; Lacy, Russinho, Veronese (Torelli), Foguinho e Divino.
- Grêmio Santanense: Eiras; Gilberto e Camilo; Pedro, Pepe e Paulito; Sorro, Beca, Pascoalito, Maidana e Gregorio.

| 17 de outubro de 1935 | 9º Regimento da Infantaria | 3 – 2 | Novo Hamburgo   | Eucaliptos, Porto Alegre (RS) |
|                       | Bichinho · Celistro        |       | Miguel · Banana | Árbitro: Valter Leal          |

- 9º Regimento da Infantaria: Brandão; Jorge e Chico Fuleiro; Ruy, Itararé e Celistro; Coruja, Birilão, Cerrito, Cardeal e Bichinho.
- Novo Hamburgo: Olívio; Fogareiro e Magalhães; Vanzeto, Mena e Amantino; Nonô (Armando), Luiz, Oscar, Miguel (Mario) e Banana.

### Finais
| 20 de outubro de 1935 | Grêmio                                   | 3 – 1 | 9º Regimento da Infantaria | Timbaúva, Porto Alegre (RS) |
|                       | Russinho 14' · Divino 19' · Veronese 27' |       | Cardeal 42'                | Árbitro: Ernani De Lorenzi  |

- Grêmio: Chico; Dario e Luiz Luz (Gonzaga); Jorge, Mascarenhas e Sardinha II; Lacy (Mário), Russinho, Veronese, Foguinho e Divino.
- 9º Regimento da Infantaria: Brandão; Jorge e Chico Fuleiro; Ruy, Itararé e Celistro; Coruja, Birilão, Cerrito, Cardeal e Bichinho (Gasolina).

| 24 de outubro de 1935 | 9º Regimento da Infantaria               | 3 – 0 | Grêmio | Eucaliptos, Porto Alegre (RS) |
|                       | Gasolina 1' · Bichinho 17' · Cerrito 36' |       |        | Árbitro: Manoel da Silva      |

- 9º Regimento da Infantaria: Brandão; Jorge e Chico Fuleiro; Ruy, Itararé e Celistro; Birilão, Bichinho, Cerrito, Cardeal e Gasolina.
- Grêmio: Chico; Dario e Gonzaga; Jorge, Mascarenhas e Sardinha II; Hélio, Russinho, Torelli, Foguinho e Mário.

Jogo extra
| 27 de outubro de 1935 | Grêmio       | 1 – 2 | 9º Regimento da Infantaria | Timbaúva, Porto Alegre (RS)                       |
| 16:00 (UTC-3)         | Russinho 37' |       | Cardeal 1' · Cerrito 63'   | Público: 15,000 (aproximadamente) Árbitro: Stumpf |

|  | Grêmio | 9º Regimento da Infantaria |

| GRÊMIO:       |  |             |  |     |
|               |  |             |  |     |
| G             |  | Chico       |  |     |
| Z             |  | Dario       |  |     |
| Z             |  | Gonzaga     |  |     |
| M             |  | Jorge       |  |     |
| M             |  | Mascarenhas |  |     |
| M             |  | Sardinha II |  |     |
| A             |  | Lacy        |  | 85' |
| A             |  | Russinho    |  |     |
| A             |  | Veronese    |  | 58' |
| A             |  | Foguinho    |  |     |
| A             |  | Divino      |  |     |
| Substituição: |  |             |  |     |
|               |  | Torelli     |  | 58' |
|               |  | Artigas     |  | 85' |
| Treinador:    |  |             |  |     |
|               |  |             |  |     |

| 9º REGIMENTO DA INFANTARIA: |  |               |  |     |
|                             |  |               |  |     |
| G                           |  | Brandão       |  |     |
| Z                           |  | Jorge         |  |     |
| Z                           |  | Chico Fuleiro |  |     |
| M                           |  | Ruy           |  | 17' |
| M                           |  | Itararé       |  |     |
| M                           |  | Celistro      |  |     |
| A                           |  | Birilão       |  |     |
| A                           |  | Bichinho      |  | 79' |
| A                           |  | Cerrito       |  |     |
| A                           |  | Cardeal       |  |     |
| A                           |  | Gasolina      |  |     |
| Substituição:               |  |               |  |     |
|                             |  | Folhinha      |  | 17' |
|                             |  | Coruja        |  | 79' |
| Treinador:                  |  |               |  |     |
| Carlos de Andrade Leão      |  |               |  |     |

| Gauchão 1935                                   |
| ---------------------------------------------- |
| 9º Regimento da Infantaria Campeão (1º título) |